# صورتی
صورَتی، گلابی، یا چهره‌ای، مخلوطی از رنگ‌های سرخ و سفید است. واژهٔ Roseus در زبان لاتین به معنی رنگ گل رز یا همان صورتی است. در فارسی ایران، واژهٔ صورتی به معنی رنگ صورت است. در فارسی افغانستان واژهٔ گلابی به معنی رنگ گلِ گلاب است.

براساس بررسی‌های انجام‌شده در اروپا و ایالات متحده، صورتی رنگی است که اغلب جذابیت، ادب، حساسیت، شیرینی، کودکی، زنانگی و عاشقانگی را تداعی می‌کند. ترکیبی از صورتی و سفید با عفت و معصومیت همراه است، در حالی‌که ترکیبی از پیوندهای صورتی و سیاه به اغواگری دلالت دارد.

## تاریخچه
رنگ صورتی از زمان‌های قدیم در ادبیات توصیف شده است. در ادیسه، که در حدود ۸۰۰ سال پیش از میلاد مسیح نوشته شده است، هومر نوشت: «پس، هنگامی که کودک صبح، سپیده دم صورتی ظاهر شد …» شاعران رومی نیز این رنگ را توصیف کردند. Roseus کلمه لاتین به معنی «گل سرخ» یا «صورتی» است. لوکریتوس در شعر حماسی خود دربارهٔ طبیعت چیزها (De rerum natura) از این واژه برای توصیف سپیده دم استفاده کرد.
صورتی در قرون وسطی یک رنگ رایج نبود؛ اشراف معمولاً قرمزهای درخشنده‌تر مثل زرشکی را ترجیح می‌دادند. با این حال، رنگ صورتی در مُد زنان و در هنر مذهبی ظاهر شد. در قرن سیزدهم و چهاردهم میلادی، در آثاری از چیمابوئه و دوچو، کودک مسیح گاهی با لباس صورتی پوشیده شده بود، رنگی که مربوط به بدن مسیح است.
در دورهٔ رنسانس، صورتی عمدتاً برای رنگ پوست صورت و دست‌ها استفاده می‌شد. رنگدانه‌ای که معمولاً برای این کار استفاده می‌شد، cinabrese سبک نامیده می‌شد. این ترکیب ترکیبی از رنگدانه‌های سرخ به نام سینوپیا یا قرمز ونیزی و یک رنگدانه سفید به نام Bianco San Genovese یا همان آهک سفید بود. در کتابچهٔ راهنمای معروف خود در قرن پانزدهم در مورد نقاشی، الی لیبرو دل آرت، سنینو سینینی اینگونه توضیح داده است: «این رنگدانه از دوست‌داشتنی‌ترین و سبک‌ترین سینوپی ساخته شده است که یافت می‌شود و با سفیدِ «جان قدیس» مخلوط می‌شود و این رنگ سفید از آهک کاملاً سفید و کاملاً خالص ساخته شده است؛ و هنگامی که این دو رنگدانه کاملاً با هم مخلوط شده‌اند (یعنی دو قسمت سینابریس و یک سوم سفید)، نان‌های کوچکی از آنها را مانند نیمه گردو درست کرده و بگذارید. اگر به مقداری احتیاج دارید، مقدار زیادی از آن مناسب به نظر میسید؛ و اگر از آن برای نقاشی چهره، دست و گل روی دیوار استفاده می‌کنید، این رنگدانه اعتبار بالایی دارد…».

### قرن ۱۸ میلادی
استفاده از رنگ صورتی در رنگ قرن ۱۸ام میلادی به اوج خود رسید، زمانی که رنگ‌های پاستلی در کلیه قسمت‌های اروپا بسیار شیک و شکیل شدند. صورتی به خصوص توسط مادام د پومپادور (۱۷۲۱–۱۷۲۱)، معشوقه پادشاه لوئیز شانزدهم فرانسه، که ترکیبی از رنگ آبی و صورتی کمرنگ را می‌پوشید، شناخته شد. همچنین رنگ خاصی از رنگ صورتی را کارخانه چینی‌سازی Sevres برای او ساخت که با اضافه کردن مقدار اندکی رنگ‌های آبی، سیاه و زرد ساخته می‌شد.

### قرن ۱۹ میلادی
در قرن ۱۹ انگلستان، نوارهای صورتی یا تزئینات صورتی اغلب توسط پسران جوان پوشیده می‌شد. پسرها به سادگی مردان کوچک محسوب می‌شدند و در حالی که مردان در انگلستان لباس قرمز پوشیدند، پسران لباس صورتی داشتند. در حقیقت، لباس کودکان در قرن نوزدهم تقریباً همیشه سفید بود، زیرا قبل از اختراع رنگ‌های شیمیایی، رنگ لباس‌ها هنگام شستن در آب جوش به سرعت محو می‌شدند. ملکه ویکتوریا در سال ۱۸۵۰ با فرزند هفتم (پسر سومش)، پرنس آرتور که سفید و صورتی پوشیده بود، نقاشی شد. در اواخر قرن نوزدهم فرانسه، نقاشان امپرسیونیستی که در یک پالت رنگ پاستلی کار می‌کردند، گاه زنان را به رنگ صورتی رنگ نشان می‌دادند، مانند تصویر ادگار دگا از رقصندگان باله یا تصاویر مری کسات از زنان و کودکان.
در مراسم تحلیف دوایت آیزنهاور به عنوان رئیس‌جمهوری ایالات متحده در سال ۱۹۵۳، همسر آیزنهاور، میمی آیزنهاور، لباس صورتی به تن کرد. تصور می‌شود که لباس تحلیف او یک نقطه عطف اساسی در ارتباط با رنگ صورتی به عنوان یک رنگ مرتبط با دختران بود. تمایل شدید میمی به رنگ صورتی باعث شد که باور عمومی به رنگ صورتی به عنوان رنگی که خانم‌های متشخص می‌پوشند، تغییر کرد.

## از دیدگاه علمی
در اپتیک، کلمه «صورتی» می‌تواند به هر یک از سایه‌های رنگ پریده بین قرمز مایل به آبی تا قرمز، از نور متوسط تا زیاد و اشباع کم تا متوسط اشاره کند. [۲۱] اگرچه صورتی به‌طور کلی یک رنگ قرمز به حساب می‌آید، رنگ اکثر سایه‌های صورتی کمی مایل به آبی است و بین قرمز و سرخابی قرار دارد. چند تغییر رنگ صورتی، مانند رنگ ماهی سالمون، به نارنجی می‌زند.

## صورتی به عنوان نماد

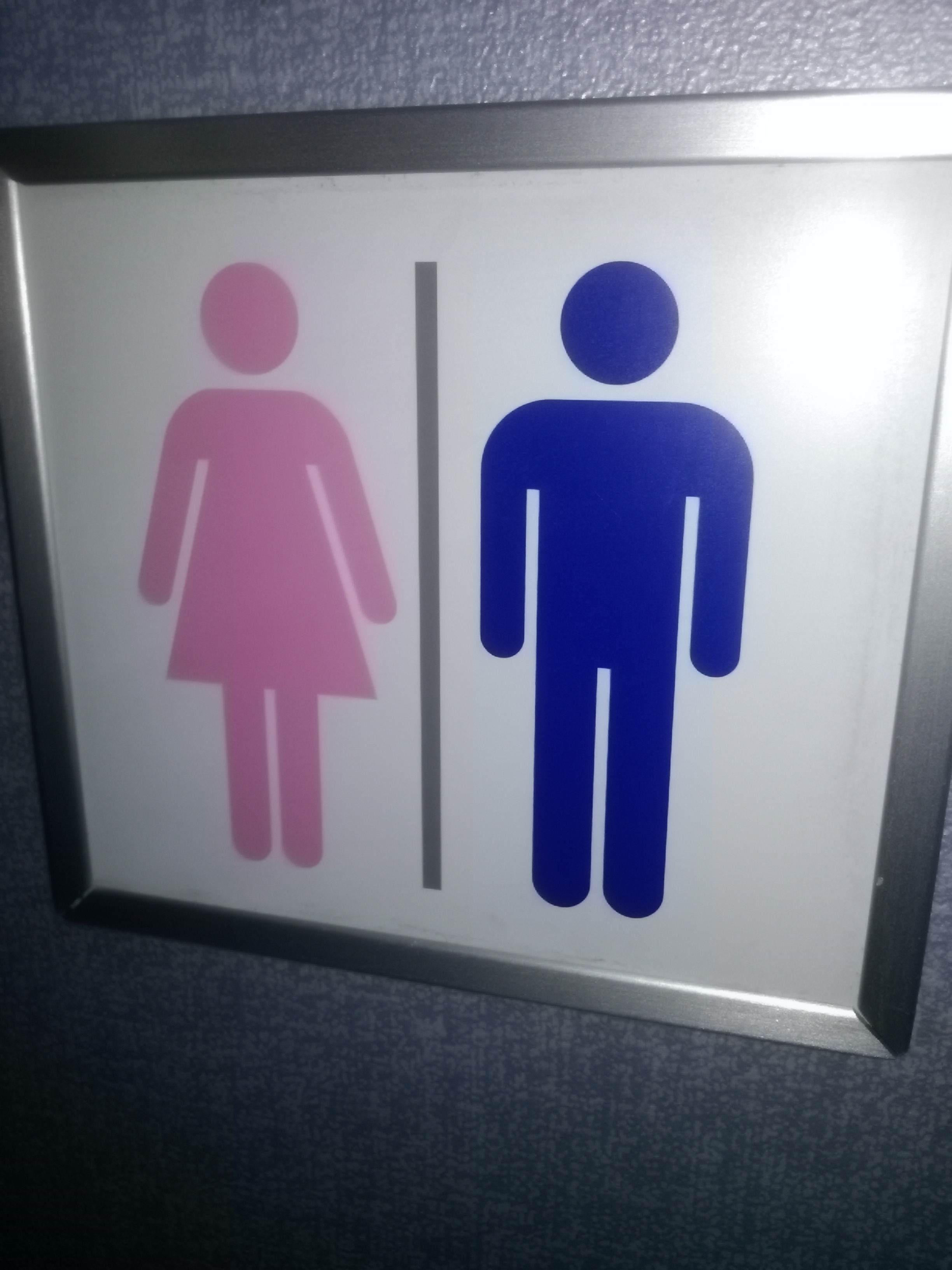
در علامت سرویس بهداشتی آل نیپون ایرویز از رنگ صورتی برای جنسیت زن استفاده می‌شود.

در اروپا و ایالات متحده آمریکا، رنگ صورتی اغلب برای دختران در نظر گرفته می‌شود، در حالی که رنگ آبی برای پسران در نظر گرفته می‌شود. این رنگ‌ها ابتدا قبل از جنگ جهانی اول (برای دختران یا پسران) به عنوان نشانگر جنسیت مورد استفاده قرار گرفتند، و رنگ صورتی برای اولین بار به عنوان نشانگر جنسیت زن در دهه ۱۹۴۰ بکار رفت. در قرن بیستم، این شیوه در اروپا از کشوری به کشور دیگر متفاوت بود و برخی رنگ‌ها بر اساس چهره کودک و برخی دیگر رنگ صورتی را به پسران و گاه دختران اختصاص می‌دادند.